# 199 Biblis
199 Biblis (mednarodno ime 199 Byblis) je precej velik asteroid tipa X (po SMASS) v glavnem asteroidnem pasu. 

## Odkritje
Asteroid je odkril nemško-ameriški astronom Christian Heinrich Friedrich Peters (1813 – 1890) 9. julija 1879 . Imenuje se po Biblis (ženska, ki se je zaljubila v svojega brata) iz grške mitologije.

## Lastnosti
Asteroid Biblis obkroži Sonce v 5,66 letih. Njegova tirnica ima izsrednost 0,172, nagnjena pa je za 15,432° proti ekliptiki. Njegov premer je 63 km, okoli svoje osi se zavrti v 5,220 h.